# РД-171МВ
РД-171МВ — разрабатываемый российский жидкостный ракетный двигатель закрытого цикла с дожиганием окислительного генераторного газа, оснащенный четырьмя камерами сгорания и работающий на паре кислород-керосин.
Разрабатывается НПО «Энергомаш», для использования в первой ступени новой ракеты-носителя среднего класса «Союз-5» («Иртыш») и в первой ступени будущей сверхтяжелой ракеты «Енисей» для полётов в ближний и дальний космос.
Двигатель РД-171МВ представляет собой модернизированный вариант российского двигателя РД-171М. РД-171М, в свою очередь, был разработан в 2001 году на базе советского двигателя РД-170 путём увеличения тяги на 5 %, благодаря переделке агрегатов подачи топлива (в первую очередь основного ТНА), и изменения систем регулирования. РД-171МВ будет отличаться от российского РД-171М новой системой регулирования, исключающей использование импортных комплектующих, а также рядом технологических и конструктивных решений, отработанных при эксплуатации двигателей РД-180, РД-191 (например, применены дополнительные меры по защите от возгорания). Кроме того, РД-171МВ станет первым российским ракетным двигателем, подлинником конструкторской документации которого будут не бумажные чертежи, а электронные 3D-модели. Кардинальных отличий от двигателя РД-171М по гидравлической и газодинамической частям не будет.
Получил неофициальное название царь-двигатель, его мощность сравнима с мощностью крупной электростанции.
РД-171МВ станет базовым кислородно-керосиновым двигателем первой ступени для всей новой линейки российских ракет-носителей — от УРМа легкой и тяжелой «Ангары» (РД-191, четверть от 171МВ) к среднему «Союзу-6» (РД-180, уполовиненный 171МВ) и сверхтяжелому «Енисею» (полноценный 171МВ). Все три двигателя имеют технологическую взаимозависимость на уровне 70 %.

## Разработка
РД-171МВ будет первым двигателем «Энергомаша», подлинником конструкторской документации которого будут не бумажные чертежи, а электронные 3D-модели. На основе электронной документации составляются технологические процессы и управляющие программы для современных многокоординатных станков с ЧПУ (PLM-система), что позволяет существенно сократить сроки разработки двигателя, оптимизировать процесс его изготовления и, как следствие, уменьшить общий объём издержек.
Хронология создания
| Вид работ                                                             | Сроки                 |
| --------------------------------------------------------------------- | --------------------- |
| Начало работ над созданием двигателя                                  | 2017 год              |
| Завершение эскизного проектирования                                   | февраль 2018 года     |
| Разработка и выпуск конструкторской и технологической документации    | 2018—2019 годы        |
| Завершение перевода конструкторской документации в 3D-формат          | июль 2019 год         |
| Начало испытаний агрегатов двигателя                                  | 2019 год              |
| Огневые испытания первого РД-171МВ                                    | декабрь 2019          |
| Огневые испытания второго и последующих образцов                      | с 2020 по начало 2021 |
| Поставка первого летного комплекта для «Союз-5»                       | март 2021 года        |
| Поставка второго летного комплекта для «Союз-5»                       | сентябрь 2021 года    |
| Поставка полностью отработанного двигателя для пилотируемого «Союз-5» | 2023 год              |

Финансирование разработки
- 8 августа 2017 года генеральный директор НПО «Энергомаш» Игорь Арбузов сообщил СМИ, что предприятие вложит почти 7 млрд рублей до конца 2019 года в подготовку производства двигателей РД-171МВ[8].
- 7 февраля 2018 года на сайте НПО «Энергомаш» был опубликован план на 2018 год, из которого следует, что выделено 750 млн рублей на модернизацию стендовой базы Научно-испытательного комплекса для обеспечения проведения с начала 2019 года испытаний агрегатов двигателя[9].
- 1 сентября 2019 года НПО «Энергомаш» на портале госзакупок опубликовало контракт на сумму 19,5 млн рублей на закупку сортового проката литейных сталей и сплавов для производства двигателей РД-171МВ[10].

### Начало работ и этап эскизного проектирования (2017 — февраль 2018)
В 2017 году НПО «Энергомаш» приступило к созданию двигателя РД-171МВ.
- 20 июня 2017 года генеральный директор РКК «Энергия» Владимир Солнцев заявил, что для модернизации РД-171 потребуется снизить вес оригинального двигателя, заменить приводы на более современные (в целях снижения цены и повышения реактивности), а также, вероятно, поменять пневмо-гидравлическую систему и датчики аппаратуры. Таким образом, на доработку оригинального двигателя потребуется около трех лет при незначительных финансовых и людских затратах[11].
- 19 июля 2017 года генеральный директор НПО «Энергомаш» Игорь Арбузов заявил, что первый двигатель РД-171МВ, который будет использоваться качестве двигателя первой ступени на ракете «Союз-5», будет поставлен заказчику (Роскосмосу) в 2021 году, а его лётные испытания должны начаться в 2022 году[12].
- 8 августа 2017 года И. Арбузов сообщил СМИ, что предприятие вложит почти 7 млрд рублей до конца 2019 года в подготовку производства двигателей РД-171МВ . Реконструкция предприятия и подготовка к началу серийного производства новых двигателей начнется в 2017 году[8].
- 15 сентября 2017 года И. Арбузов сообщил СМИ, что РД-171МВ будет создаваться полностью цифровым проектированием; специально для этих целей предприятие закупило программные продукты NX и Teamcenter компании Siemens[13].
- По состоянию на ноябрь 2017 года ведётся разработка конструктивных элементов двигателя, в этом же месяце будет завершено проектирование, после чего будет представлен окончательный проект изделия и начато его создание; работы должны быть закончены к началу 2019 года[14].
- 27 декабря 2017 года пресс-служба НПО «Энергомаш» сообщила о начале испытаний двигателя РД-171МВ в 2019 году[15].
- В начале января 2018 года И. Арбузов заявил СМИ, что РД-171МВ будет дешевле РД-171 на 15-20 %, в ценах 2013 года[16].
- 7 февраля 2018 года на сайте НПО «Энергомаш» был опубликован план на 2018 год, из которого следует, что в течение года на модернизацию основного производства будет потрачено 2 млрд рублей, из которых 750 млн выделено на модернизацию стендовой базы Научно-испытательного комплекса для обеспечения проведения с начала 2019 года испытаний агрегатов двигателя РД-171МВ[9].
- 20 февраля 2018 года И. Арбузов сообщил СМИ, что в течение 2018 года предприятие поставит в РКЦ «Прогресс» макет РД-171МВ. В марте 2021 года будет поставлен первый летный комплект, в сентябре 2021 года — второй летный комплект двигателей для носителей «Союз-5». В 2023 году будет поставлен полностью отработанный двигатель для использования в пилотируемой версии ракеты-носителя «Союз-5»[17].
- 27 февраля 2018 года пресс-служба НПО «Энергомаш» сообщила об одобрении научно-техническим советом компании инициативы специалистов КБХА о проведении НИОКР по внедрению и развитию аддитивных технологий при производстве ЖРД. В частности, в рамках НИОКР по двигателю РД-171МВ будут вестись работы по проведению топологической оптимизации и изготовлению кронштейнов. Применение аддитивных технологий позволит сократить время создания двигателя и снизить трудоемкость его производства[18].

В феврале 2018 года было завершено эскизное проектирование двигателя, работа сдана заказчику — Роскосмосу — в полном объёме и в установленный срок.

### Этап разработки и выпуска конструкторской и технологической документации (февраль 2018 года — 2019 год)
- 11 апреля 2018 года пресс-служба НПО «Энергомаш» сообщила, что в настоящее время предприятие ведет разработку и выпуск конструкторской и технологической документации на двигатель РД-171МВ, которые завершатся в 2019 году[19].
- 31 мая 2018 года генеральный директор НПО «Энергомаш» Игорь Арбузов в интервью СМИ рассказал, что к настоящему моменту идет разработка модернизируемых элементов двигателя и разработка технологических процессов[20].
- 3 сентября 2018 года главный конструктор НПО «Энергомаш» Петр Левочкин сообщил СМИ, что огневые испытания двигателя пройдут в конце 2020 — начале 2021 года[21].
- 16 октября 2018 года пресс-служба НПО «Энергомаш» сообщила об изготовлении эталонного макета двигателя РД-171МВ. Созданный макет будет использоваться при дальнейшем производстве опытных образцов двигателя РД-171МВ, на которых будет проходить его отработка[22].
- 3 декабря 2018 года И. Арбузов в интервью СМИ рассказал, что все сроки по созданию РД-171МВ выполняются в полном объёме. До конца года будет поставлен динамический макет в РКЦ «Прогресс»[23].
- 27 декабря 2018 года на сайте НПО «Энергомаш» было опубликовано сообщение, согласно которому изготовление динамического макета РД-171МВ завершено[24].

### Этап производства в рамках опытно-конструкторской работы «Феникс»
- 8 февраля 2019 года глава Роскосмоса Д. Рогозин через социальную сеть Twitter объявил о завершении сборки первого двигателя РД-171МВ, который теперь готовится к огневым испытаниям[25][26].
- Конец апреля 2019 года — поставка динамического макета двигателя РД-171МВ в РКЦ «Прогресс».
- 22 июля 2019 года глава НПО «Энергомаш» Игорь Арбузов сообщил СМИ, что «Энергомаш» начал сборку второго, третьего и четвёртого РД-171МВ.[27].
- 27 августа 2019 года гендиректор РКЦ «Прогресс» Дмитрий Баранов сообщил СМИ, что динамический макет двигателя РД-171МВ будет проходить на предприятии испытания на первой ступени разрабатываемой ракеты-носителя «Союз-5» в течение ближайших двух лет[28].
- 1 сентября 2019 года начата процедура закупки НПО «Энергомаш» сортового проката литейных сталей и сплавов для использования в производстве РД-171МВ в рамках опытно-конструкторской работы «Феникс»[29].
- 25 сентября 2019 года пресс-служба НПО «Энергомаш» сообщила, что работы, идущие по созданию электронной конструкторской документации двигателя РД-171МВ с мая этого года, завершатся в конце сентября — начале октября[30].
- 3 июня 2020 года ПАО «Протон-ПМ» заключило два договора НПО «Энергомаш» на производство литых заготовок для двигателя РД-171МВ из стальных и титановых сплавов. В рамках ОКР «Феникс» до ноября 2021 года «Протон-ПМ» обязуется изготовить 29 наименований стальных и четыре наименования титановых отливок для трёх двигателей. Ещё один договор рассчитан на период 2022—2026 годов и предполагает производство отливок для 17 двигателей[31].
- 18 декабря 2020 года глава Роскосмоса Д. Рогозин в социальных сетях сообщил, что «Энергомаш» провел первое успешное полноразмерное огневое испытание РД-171МВ[32][33].
- 20 января 2021 года в Роскосмосе сообщили о проведении полной программы испытаний РД-171МВ в НПО «Энергомаш»: данные огневые испытания были «выполнены в полном объёме и прошли в штатном режиме».[34]
- 31 марта 2021 года в НПО «Энергомаш» завершился трехмесячный цикл из восьми огневых испытаний первого доводочного двигателя РД-171МВ[35].
- 7 сентября 2021 года в НПО «Энергомаш» завершились огневые испытания второго двигателя РД-171МВ. Программа испытаний выполнена в полном объёме. Испытания прошли в штатном режиме. В ближайшее время предприятие отправит в Самару снятый с огневого стенда двигатель РД-171МВ. В РКЦ «Прогресс» будет проведена сборка первой ступени ракеты-носителя «Союз-5», и двигатель пройдет ещё ряд испытаний в составе первой ступени ракеты[36].
- 25 октября 2021 года в РКЦ «Прогресс» поступил первый двигатель РД-171МВ для сборки в составе первой ступени ракеты-носителя «Союз-5»[37]
- 26 августа 2022 года в НПО «Энергомаш» успешно завершились огневые испытания доводочного двигателя РД-171МВ.[38][39][40][41]
- 23 июня 2023 года пресс-служба НПО «Энергомаш» сообщила, что изготовление двигателя РД-171МВ, предназначенного для первых летных испытаний РН «Союз-5», завершилось. Двигатель пока остается на ответственном хранении в НПО «Энергомаш». К настоящему времени успешно проведено более двух десятков огневых испытаний двигателя РД171МВ, что может свидетельствовать о его готовности к проведению летных испытаний в составе РН «Союз-5»[42].

### Ожидаемые события
В 2023 году планируется завершить сборку двигателя РД1-71МВ для летных испытаний (ЛИ) № 2 и изготовление ещё одного двигателя для ЛИ № 3.

## Основные параметры двигателей семейства РД-171
| Основные параметры двигателей семейства РД-171 | Основные параметры двигателей семейства РД-171 | Основные параметры двигателей семейства РД-171 | Основные параметры двигателей семейства РД-171 |                    |
| Вариант двигателя                              | РД-171                                         | РД-171М                                        | РД-171МВ                                       |                    |
| ---------------------------------------------- | ---------------------------------------------- | ---------------------------------------------- | ---------------------------------------------- | ------------------ |
| Топливо                                        | Кислород + керосин                             | Кислород + керосин                             | Кислород + керосин                             | Кислород + керосин |
| Период разработки                              | 1976—1988 гг.                                  | 1992—1996, 2003—2004 гг.                       | 2017—2019 гг.                                  |                    |
| Статус двигателя                               | Не выпускается с 1995 г.                       | Выпускается                                    | Выпускается                                    |                    |
| Применение                                     | Зенит-2 и Зенит-3SL                            | Зенит-3SL, Зенит-3SLБ, Зенит-3SLБФ             | Союз-5 и РН СТК                                |                    |
| Количество и период пусков                     | 54 пуска, 1985—2005 гг.                        | 30 пусков, 2006—2017 гг.                       | 0 пусков (2023 — гг.)                          |                    |
| Возможность многоразового использования        | Да                                             | Да                                             | Да                                             |                    |
| Количество камер сгорания                      | 4                                              | 4                                              | 4                                              |                    |
| Возможность качания камер                      | Тангенциальная плоскость                       | Тангенциальная плоскость                       | Тангенциальная плоскость                       |                    |
| Количество ТНА                                 | 1 (одновальная схема)                          | 1 (одновальная схема)                          | 1 (одновальная схема)                          |                    |
| Тяга, земная/пустотная, тс (кН)                | 740 / 806 (7257 / 7904)                        | 740 / 806 (7257 / 7904)                        | / (/)                                          |                    |
| Удельный импульс, земной/пустотный, с          | 309 / 337                                      | 309 / 337                                      |                                                |                    |
| Давление в камере сгорания, кгс/см2            | 250                                            | 250                                            |                                                |                    |
| Масса, сухая/залитая, кг                       | 9500 / 10500                                   | 9300 / 10300                                   | / 10300                                        |                    |
| Габариты, высота/диаметр, мм                   | 4150 / 3565                                    | 4150 / 3565                                    | 4150 / 3565                                    |                    |
| Время работы, с                                | 140                                            | 150                                            | 180                                            |                    |
| Цена одного двигателя, млн руб / млн дол       | 545 (на 01.01.2011) / 15                       |                                                | 1200 / 20                                      |                    |